# اچ‌ام‌ای‌اس مادر اسنیک
اچ‌ام‌ای‌اس مادر اسنیک (به انگلیسی: HMAS Mother Snake) یک کشتی است که طول آن ۱۲۵ فوت (۳۸ متر) می‌باشد. این کشتی در سال ۱۹۴۴ ساخته شد.